# Superprestige veldrijden 2022-2023
De Superprestige veldrijden 2022-2023 (officieel: Telenet Superprestige 2022-2023) was het 41ste seizoen van het regelmatigheidscriterium in het veldrijden. De Superprestige werd georganiseerd door Flanders Classics en bestond uit acht crossen in België.
Cyclocross Gullegem maakte in het seizoen 2022-2023 voor het eerste keer deel uit van het regelmatigheidscriterium.

## Puntenverdeling
Punten werden toegekend aan alle crossers die in aanmerking komen voor Superprestige-punten. Voor de categorieën mannen elite en vrouwen elite ontving de top vijftien punten aan de hand van de volgende tabel:
| Positie | 1  | 2  | 3  | 4  | 5  | 6  | 7 | 8 | 9 | 10 | 11 | 12 | 13 | 14 | 15 |
| Punten  | 15 | 14 | 13 | 12 | 11 | 10 | 9 | 8 | 7 | 6  | 5  | 4  | 3  | 2  | 1  |

In ieder klassement van de Superprestige werd aan de hand van de gewonnen punten in de acht wedstrijden een eindklassement opgemaakt. De veldrijder met het hoogste aantal punten in zijn klassement werd als winnaar van de Superprestige uitgeroepen.
1. ↑  De deelnemers hadden niet de verplichting om aan alle wedstrijden van de Superprestige deel te nemen. Indien bij het opmaken van het eindklassement meerdere renners met eenzelfde aantal punten zouden eindigen, werd voorrang gegeven aan de renner die in de meeste wedstrijden van de Superprestige van start gegaan is. Indien aansluitend nog renners op gelijk puntenniveau stonden, werd het voordeel gegeven aan de renner met de meeste overwinningen in de crossen van de Superprestige. Indien deze factor niet kon meespelen, zou de renner met de beste uitslag in de laatste wedstrijd (Middelkerke 11/02/2023) het voordeel genieten.

## Mannen elite

### Kalender en podia
| Datum      | Locatie                               | Cat. | Winnaar        | Tweede               | Derde                  | Leider in het klassement |         |
| ---------- | ------------------------------------- | ---- | -------------- | -------------------- | ---------------------- | ------------------------ | ------- |
| 29/10/2022 | Cyclocross Ruddervoorde, Ruddervoorde | C1   | Eli Iserbyt    | Laurens Sweeck       | Lars van der Haar      | Eli Iserbyt              | details |
| 11/11/2022 | Jaarmarktcross, Niel                  | C1   | Laurens Sweeck | Lars van der Haar    | Michael Vanthourenhout | Laurens Sweeck           | details |
| 19/11/2022 | Vlaamse Aardbeiencross, Merksplas     | C1   | Laurens Sweeck | Lars van der Haar    | Michael Vanthourenhout | Laurens Sweeck           | details |
| 03/12/2022 | Niels Albert CX, Boom                 | C1   | Tom Pidcock    | Lars van der Haar    | Eli Iserbyt            | Laurens Sweeck           | details |
| 27/12/2022 | GP Eric De Vlaeminck, Zolder          | C1   | Wout van Aert  | Mathieu van der Poel | Lars van der Haar      | Lars van der Haar        | details |
| 28/12/2022 | Cyclocross Diegem, Diegem             | C1   | Wout van Aert  | Tom Pidcock          | Mathieu van der Poel   | Lars van der Haar        | details |
| 07/01/2023 | Cyclocross Gullegem, Gullegem         | C2   | Wout van Aert  | Eli Iserbyt          | Michael Vanthourenhout | Lars van der Haar        | details |
| 11/02/2023 | Noordzeecross, Middelkerke            | C1   | Eli Iserbyt    | Lars van der Haar    | Laurens Sweeck         | Lars van der Haar        | details |

### Eindstand
| Pos. | Renner                 | Team                     | RUD | NIE | MER | BOO | ZOL | DIE | GUL | MID | Punten |
| ---- | ---------------------- | ------------------------ | --- | --- | --- | --- | --- | --- | --- | --- | ------ |
| 1    | Lars van der Haar      | Baloise - Trek Lions     | 3   | 2   | 2   | 2   | 3   | 6   | 4   | 2   | 104    |
| 2    | Eli Iserbyt            | Pauwels Sauzen-Bingoal   | 1   | 4   | 4   | 3   | 11  | 4   | 2   | 1   | 98     |
| 3    | Michael Vanthourenhout | Pauwels Sauzen-Bingoal   | 5   | 3   | 3   | 4   | 5   | 5   | 3   | 9   | 91     |
| 4    | Laurens Sweeck         | Crelan-Fristads          | 2   | 1   | 1   | 5   | 8   | 11  | –   | 3   | 81     |
| 5    | Kevin Kuhn             | Tormans Cyclo Cross Team | 10  | 9   | 9   | 8   | 9   | 10  | 5   | 6   | 62     |
| 6    | Niels Vandeputte       | Alpecin-Deceuninck       | 8   | 7   | 6   | 10  | 10  | 18  | 8   | 8   | 55     |
| 7    | Tom Pidcock            | INEOS Grenadiers         | –   | –   | 7   | 1   | 4   | 2   | –   | –   | 50     |
| 8    | Wout van Aert          | Jumbo-Visma              | –   | –   | –   | –   | 1   | 1   | 1   | –   | 45     |
| 9    | Quinten Hermans        | Tormans Cyclo Cross Team | 4   | –   | –   | –   | 7   | 7   | 6   | –   | 40     |
| 10   | Toon Vandebosch        | Alpecin-Deceuninck       | 6   | 6   | 11  | 12  | 12  | 16  | –   | 11  | 38     |
| 11   | Felipe Orts Lloret     | Burgos-BH                | 7   | 17  | 8   | 18  | 15  | 19  | 7   | 10  | 33     |
| 12   | Mathieu van der Poel   | Alpecin-Deceuninck       | –   | –   | –   | 13  | 2   | 3   | –   | –   | 30     |
| 13   | Ryan Kamp              | Pauwels Sauzen-Bingoal   | 14  | –   | 5   | 6   | 21  | 14  | –   | 12  | 29     |
| 14   | Joris Nieuwenhuis      | Baloise - Trek Lions     | –   | –   | –   | 11  | 6   | –   | –   | 4   | 27     |
| 15   | Emiel Verstrynge       | Crelan-Fristads          | –   | 8   | –   | –   | –   | 13  | –   | 7   | 20     |
| 16   | Gerben Kuypers         | Amateur                  | 11  | 14  | –   | –   | –   | –   | –   | 5   | 18     |
| 17   | Jens Adams             | Hollebeekhoeve CT        | 15  | –   | 10  | 7   | –   | –   | –   | –   | 16     |
| 18   | Witse Meeussen         | Pauwels Sauzen-Bingoal   | –   | 5   | 14  | –   | –   | –   | –   | –   | 13     |
| 19   | Corné van Kessel       | Tormans Cyclo Cross Team | –   | 10  | 12  | –   | –   | –   | –   | 19  | 10     |
| 20   | Jente Michels          | Alpecin-Deceuninck       | –   | –   | 13  | 9   | –   | –   | –   | –   | 10     |

| Pos. | Prijzengeld |
| ---- | ----------- |
| 1.   | € 25.000    |
| 2.   | € 16.000    |
| 3.   | € 10.000    |
| 4.   | € 7.500     |
| 5.   | € 4.000     |
| 6.   | € 2.500     |
| 7.   | € 1.500     |
| 8.   | € 1.000     |
| Tot. | € 67.500    |

## Vrouwen elite

### Kalender en podia
| Datum      | Locatie                               | Cat. | Winnares                   | Tweede               | Derde                      | Leidster in het klassement |         |
| ---------- | ------------------------------------- | ---- | -------------------------- | -------------------- | -------------------------- | -------------------------- | ------- |
| 29/10/2022 | Cyclocross Ruddervoorde, Ruddervoorde | C1   | Denise Betsema             | Inge van der Heijden | Ceylin del Carmen Alvarado | Denise Betsema             | details |
| 11/11/2022 | Jaarmarktcross, Niel                  | C1   | Ceylin del Carmen Alvarado | Denise Betsema       | Inge van der Heijden       | Denise Betsema             | details |
| 19/11/2022 | Vlaamse Aardbeiencross, Merksplas     | C1   | Ceylin del Carmen Alvarado | Denise Betsema       | Inge van der Heijden       | Ceylin del Carmen Alvarado | details |
| 03/12/2022 | Niels Albert CX, Boom                 | C1   | Aniek van Alphen           | Denise Betsema       | Shirin van Anrooij         | Denise Betsema             | details |
| 27/12/2022 | GP Eric De Vlaeminck, Zolder          | C1   | Ceylin del Carmen Alvarado | Inge van der Heijden | Lucinda Brand              | Denise Betsema             | details |
| 28/12/2022 | Cyclocross Diegem, Diegem             | C1   | Puck Pieterse              | Shirin van Anrooij   | Ceylin del Carmen Alvarado | Ceylin del Carmen Alvarado | details |
| 07/01/2023 | Cyclocross Gullegem, Gullegem         | C2   | Ceylin del Carmen Alvarado | Inge van der Heijden | Denise Betsema             | Ceylin del Carmen Alvarado | details |
| 11/02/2023 | Noordzeecross, Middelkerke            | C1   | Ceylin del Carmen Alvarado | Lucinda Brand        | Annemarie Worst            | Ceylin del Carmen Alvarado | details |

### Eindstand
| Pos. | Renster                    | Team                              | RUD | NIE | MER | BOO | ZOL | DIE | GUL | MID | Punten |
| ---- | -------------------------- | --------------------------------- | --- | --- | --- | --- | --- | --- | --- | --- | ------ |
| 1    | Ceylin del Carmen Alvarado | Alpecin-Deceuninck                | 3   | 1   | 1   | 7   | 1   | 3   | 1   | 1   | 110    |
| 2    | Inge van der Heijden       | 777                               | 2   | 3   | 3   | 5   | 2   | 4   | 2   | 4   | 103    |
| 3    | Denise Betsema             | Pauwels Sauzen-Bingoal            | 1   | 2   | 2   | 2   | 5   | 8   | 3   | 6   | 99     |
| 4    | Aniek van Alphen           | 777                               | 6   | 4   | 7   | 1   | 6   | 10  | –   | –   | 62     |
| 5    | Marion Norbert Riberolle   | Crelan-Fristads                   | 5   | 7   | 8   | 13  | 8   | 18  | 6   | 7   | 58     |
| 6    | Zoe Bäckstedt              | Tormans CX Team                   | 10  | 11  | 5   | –   | –   | 7   | 4   | –   | 43     |
| 7    | Annemarie Worst            | 777                               | 4   | –   | –   | –   | 7   | 9   | –   | 3   | 41     |
| 8    | Lucinda Brand              | Baloise - Trek Lions              | –   | –   | 4   | DNF | 3   | –   | –   | 2   | 39     |
| 9    | Sanne Cant                 | Crelan-Fristads                   | 7   | 5   | 12  | DNF | –   | –   | 5   | –   | 35     |
| 10   | Manon Bakker               | Crelan-Fristads                   | 16  | 6   | 6   | 10  | –   | –   | –   | 11  | 31     |
| 11   | Shirin van Anrooij         | Baloise - Trek Lions              | –   | –   | –   | 3   | –   | 2   | –   | –   | 27     |
| 12   | Francesca Baroni           | Aromitalia-Basso Bikes-Vaiano     | 14  | 10  | 14  | 23  | 16  | 20  | 8   | 9   | 25     |
| 13   | Kata Blanka Vas            | Team SD Worx                      | –   | –   | –   | 4   | –   | 5   | –   | –   | 23     |
| 14   | Anna Kay                   | 777                               | –   | 12  | –   | 6   | –   | –   | –   | 8   | 22     |
| 15   | Silvia Persico             | UAE Team ADQ                      | –   | –   | –   | –   | 4   | 6   | –   | –   | 22     |
| 16   | Laura Verdonschot          | De Ceuster - Bonache Cycling Team | –   | –   | 11  | –   | 12  | 17  | –   | 5   | 20     |
| 17   | Alicia Franck              | De Ceuster - Bonache Cycling Team | –   | 14  | –   | 8   | 15  | –   | 7   | –   | 20     |
| 18   | Lucía González             | Nesta-MMR CX Team                 | 8   | –   | –   | 11  | 21  | –   | –   | –   | 20     |
| 19   | Amandine Fouquenet         | Arkéa Pro Cycling Team            | –   | 8   | –   | 9   | 14  | –   | –   | –   | 17     |
| 20   | Perrine Clauzel            | AS Bike Racing                    | 9   | 9   | –   | –   | 17  | 15  | –   | –   | 15     |

| Pos. | Prijzengeld |
| ---- | ----------- |
| 1.   | € 25.000    |
| 2.   | € 16.000    |
| 3.   | € 10.000    |
| 4.   | € 7.500     |
| 5.   | € 4.000     |
| 6.   | € 2.500     |
| 7.   | € 1.500     |
| 8.   | € 1.000     |
| Tot. | € 67.500    |

## Jongens junioren

### Kalender en podia
| Datum      | Locatie                               | Cat. | Winnaar              | Tweede              | Derde            |         |
| ---------- | ------------------------------------- | ---- | -------------------- | ------------------- | ---------------- | ------- |
| 29/10/2022 | Cyclocross Ruddervoorde, Ruddervoorde | CJ   | Willem Janssens      | Sil De Brauwere     | Stan van Grieken | details |
| 11/11/2022 | Jaarmarktcross, Niel                  | CJ   | Guus van den Eijnden | Robbe Marchand      | Wies Nuyens      | details |
| 19/11/2022 | Vlaamse Aardbeiencross, Merksplas     | CJ   | Wies Nuyens          | Floris Haverdings   | Lars Van Loocke  | details |
| 03/12/2022 | Niels Albert CX, Boom                 | CJ   | Guus van den Eijnden | Seppe Van Den Boer  | Vaclav Jezek     | details |
| 27/12/2022 | GP Eric De Vlaeminck, Zolder          | CJ   | Seppe Van Den Boer   | Yordi Corsus        | Vaclav Jezek     | details |
| 28/12/2022 | Cyclocross Diegem, Diegem             | CJ   | Senna Remijn         | Viktor Vandenberghe | Vaclav Jezek     | details |
| 07/01/2023 | Cyclocross Gullegem, Gullegem         | CJ   | Zsombor Takács       | Yoren Vanhoudt      | Lars Van Loocke  | details |
| 11/02/2023 | Noordzeecross, Middelkerke            | CJ   | Yordi Corsus         | Seppe Van Den Boer  | Robbe Marchand   | details |

## Tv-rechten
In België werd de Superprestige uitgezonden door tv-aanbieder Telenet (Play Sports) en tv-aanbieder Proximus (Pickx Sports). Verder zond de publieke omroep Sporza de crossen van Diegem en Gullegem uit.
In Nederland werd de Superprestige uitgezonden door de commerciële zender Eurosport.